# Marcus Iulius Paternus
Marcus Iulius Paternus (vollständige Namensform Marcus Iulius Marci filius Voltinia Paternus) war ein im 1. Jahrhundert n. Chr. lebender Angehöriger der römischen Armee.
Durch eine Inschrift, die in Salona gefunden wurde, ist die militärische Laufbahn von Paternus bekannt. Er diente zunächst als Soldat in der Legio VI Victrix. Nachdem er zum Centurio aufgestiegen war, diente er in den folgenden Legionen (in dieser Reihenfolge): in der Legio VIII Augusta, in der Legio XIIII Gemina Martia Victrix und in der Legio XI Claudia pia fidelis.
Paternus war in der Tribus Voltinia eingeschrieben und stammte aus Aquae Sextiae. Der Grabstein mit der Inschrift wurde von den beiden Erben, seiner Ehefrau Iulia Maxima und seinem Freigelassenen Marcus Iulius Docimus gemäß dem Testament errichtet; die Kosten dafür betrugen 10.000 Sesterzen.

## Datierung
Die Inschrift wird bei der Epigraphik-Datenbank Clauss-Slaby auf 51/150 datiert. James Robert Summerly datiert die Dienstzeit von Paternus als Centurio auf einen Zeitraum von 70 bis 100.